# Puchar Niemiec w piłce siatkowej mężczyzn (2019/2020)

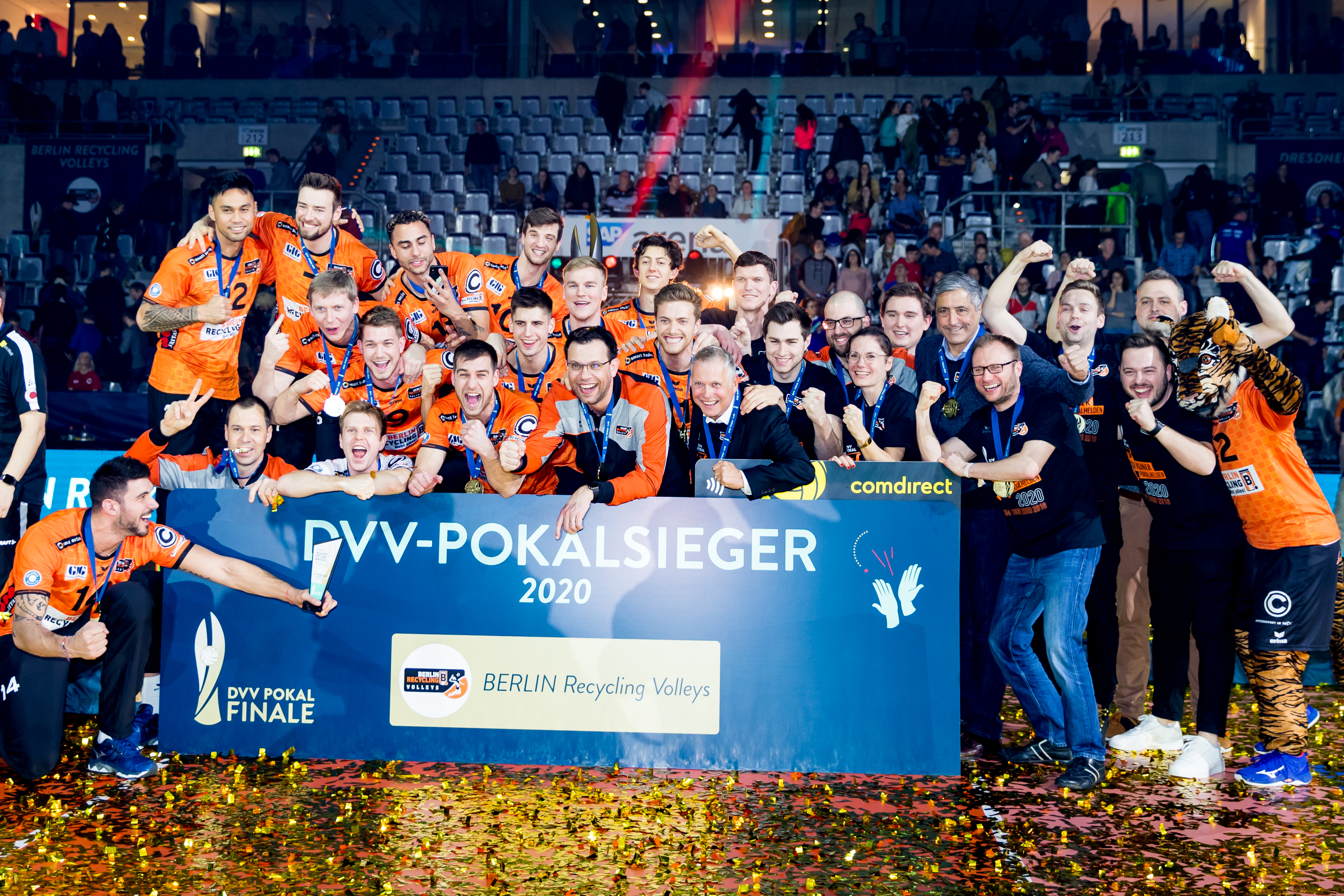
Zawodnicy klubu Berlin Recycling Volleys zwycięzcami Pucharu Niemiec w sezonie 2019/2020

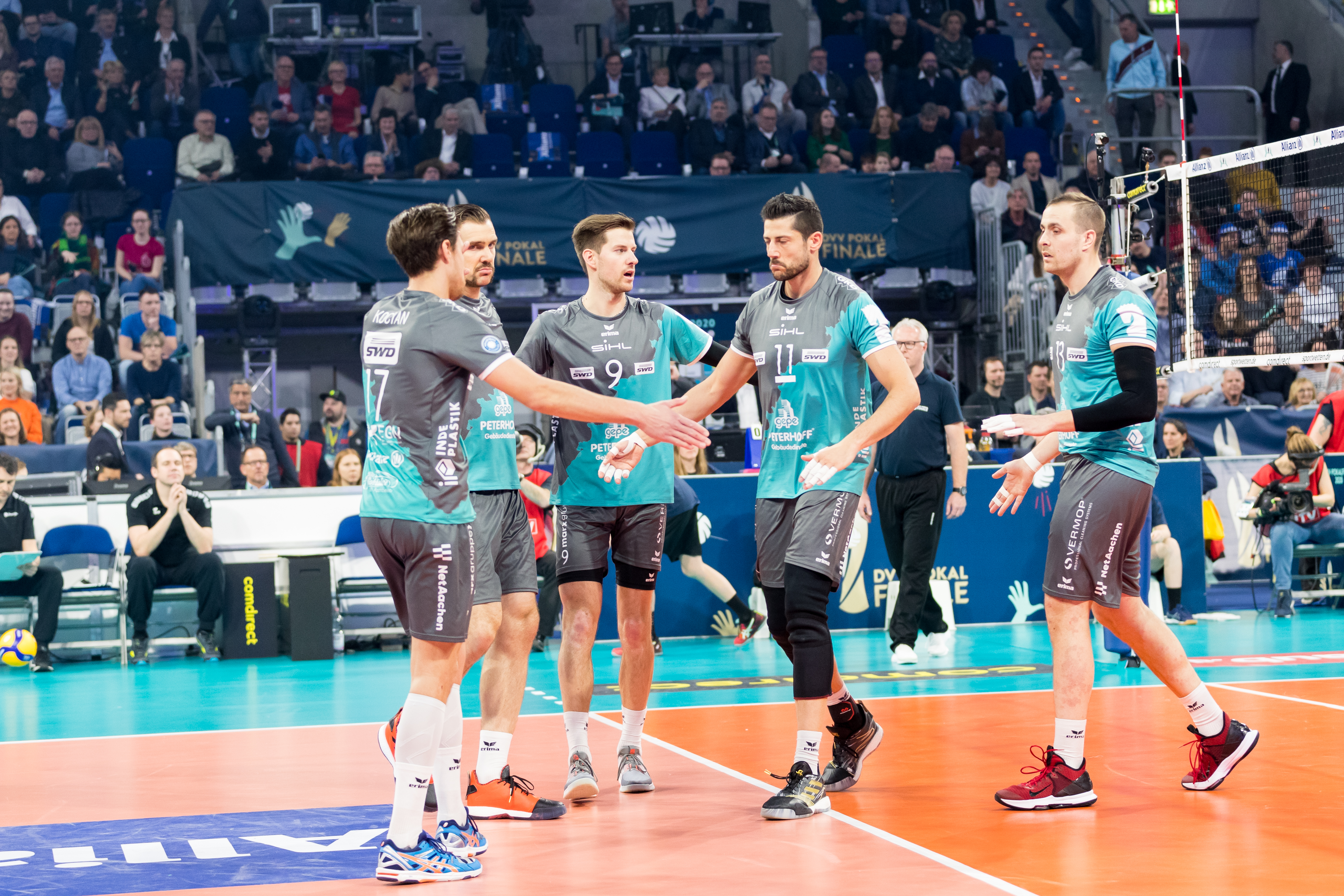
Zawodnicy klubu SWD Powervolleys Düren finalistami Pucharu Niemiec w sezonie 2019/2020

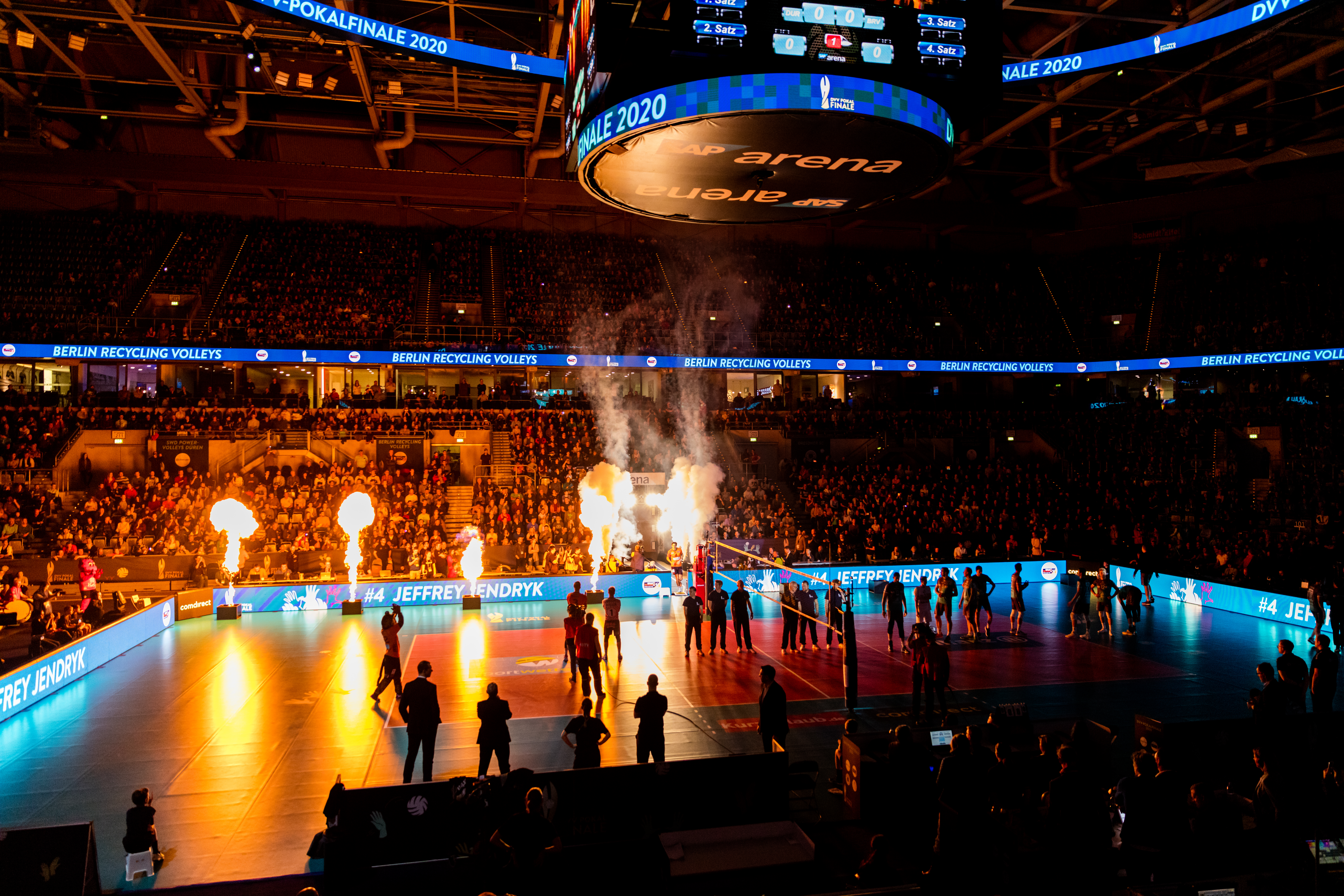

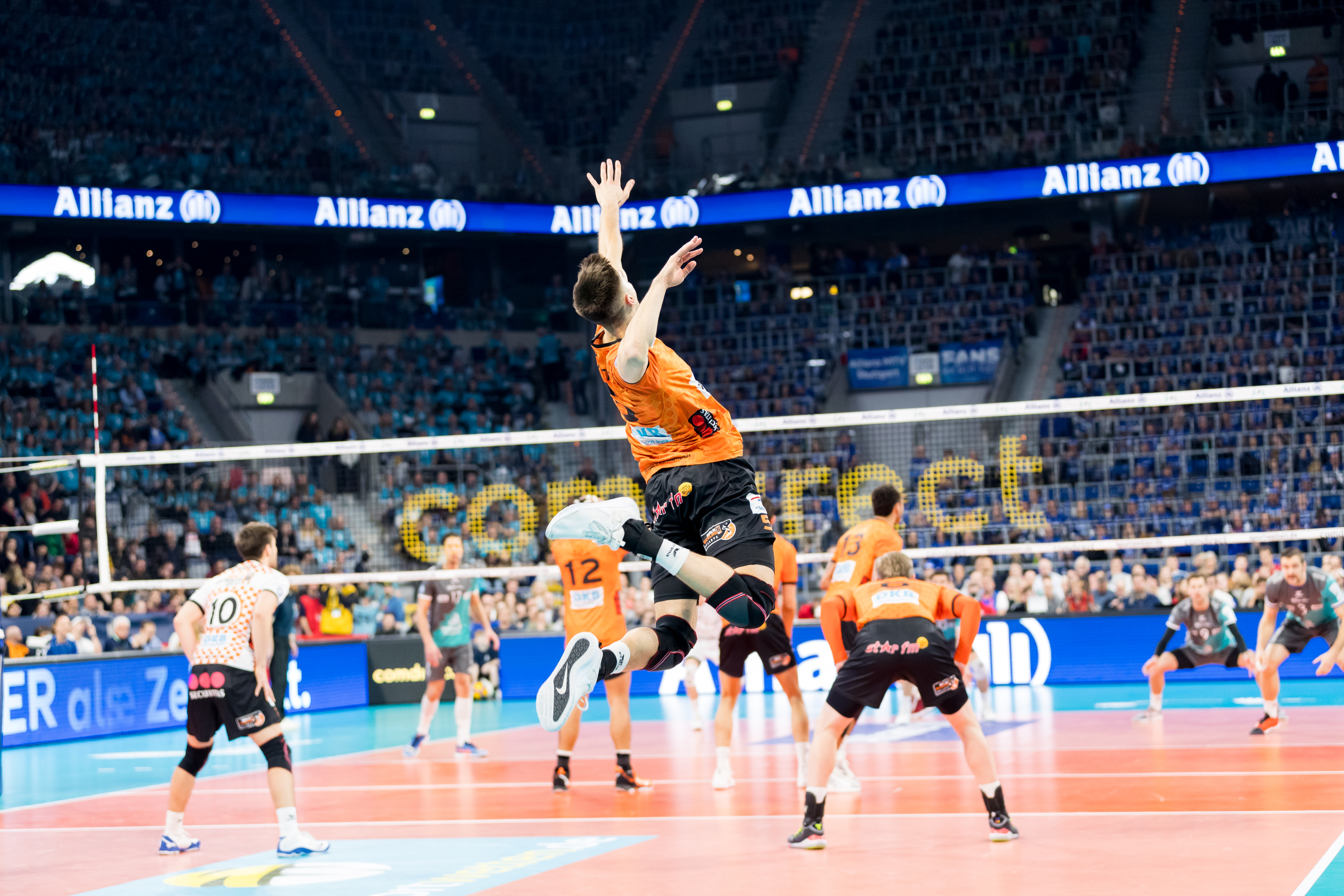

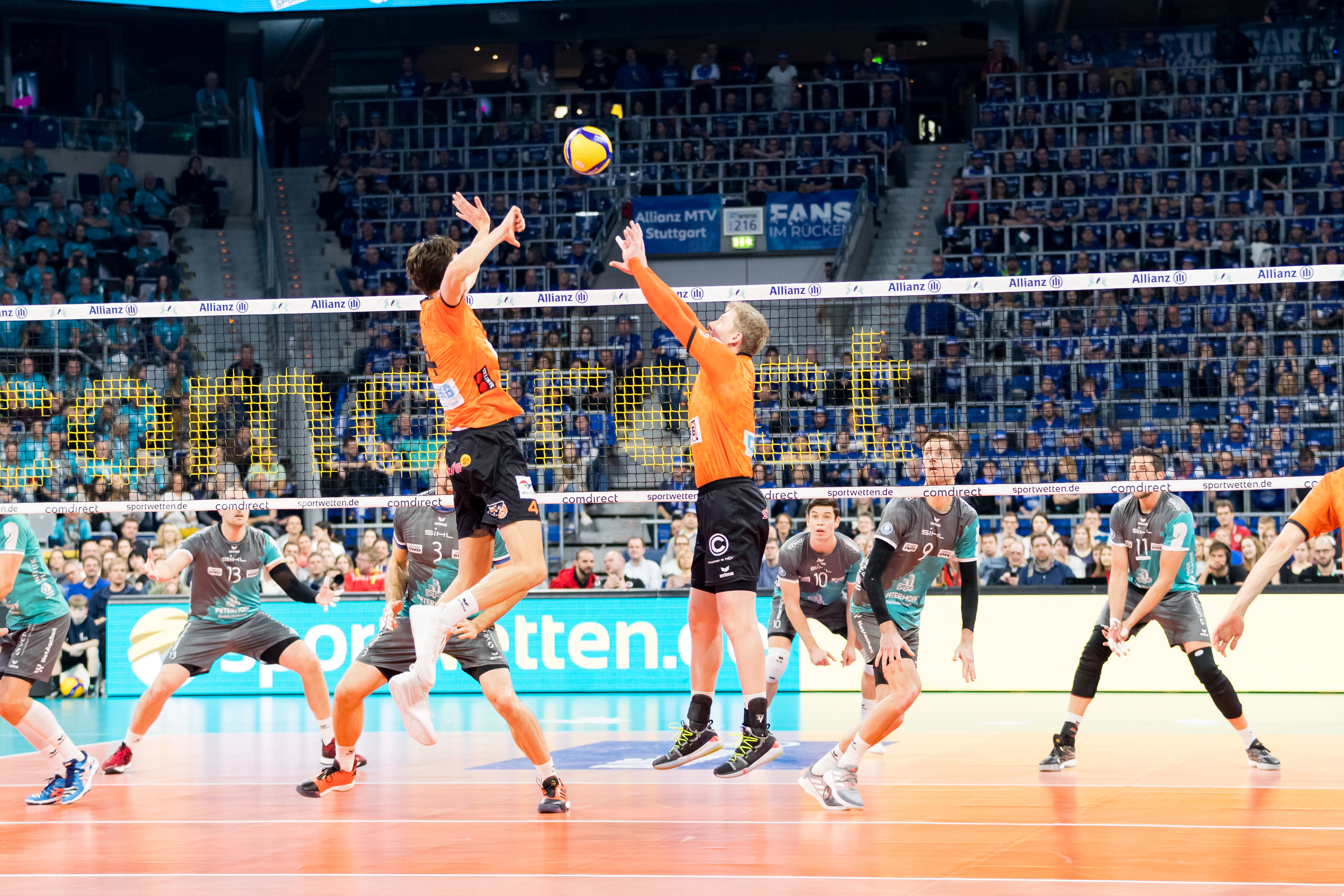

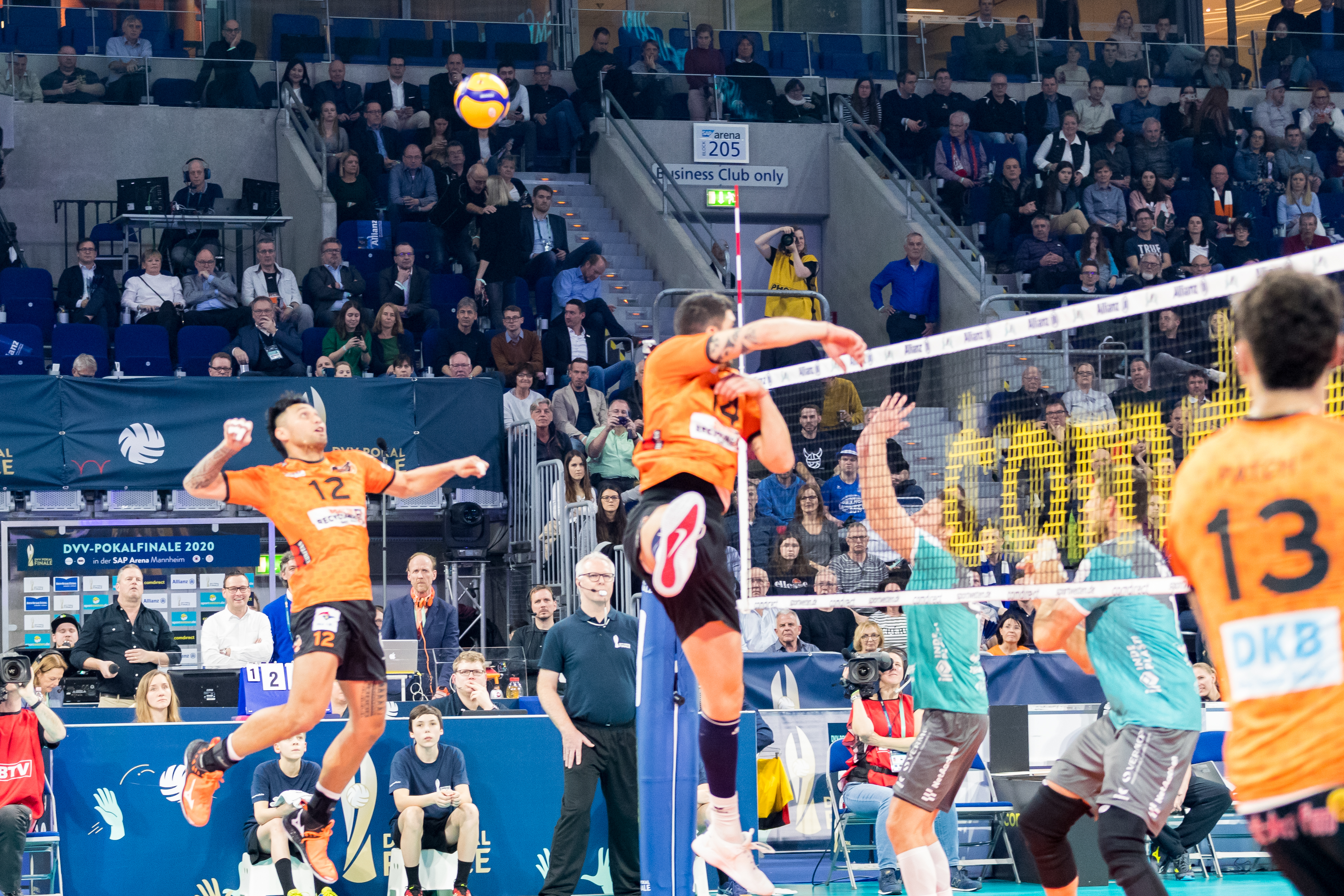

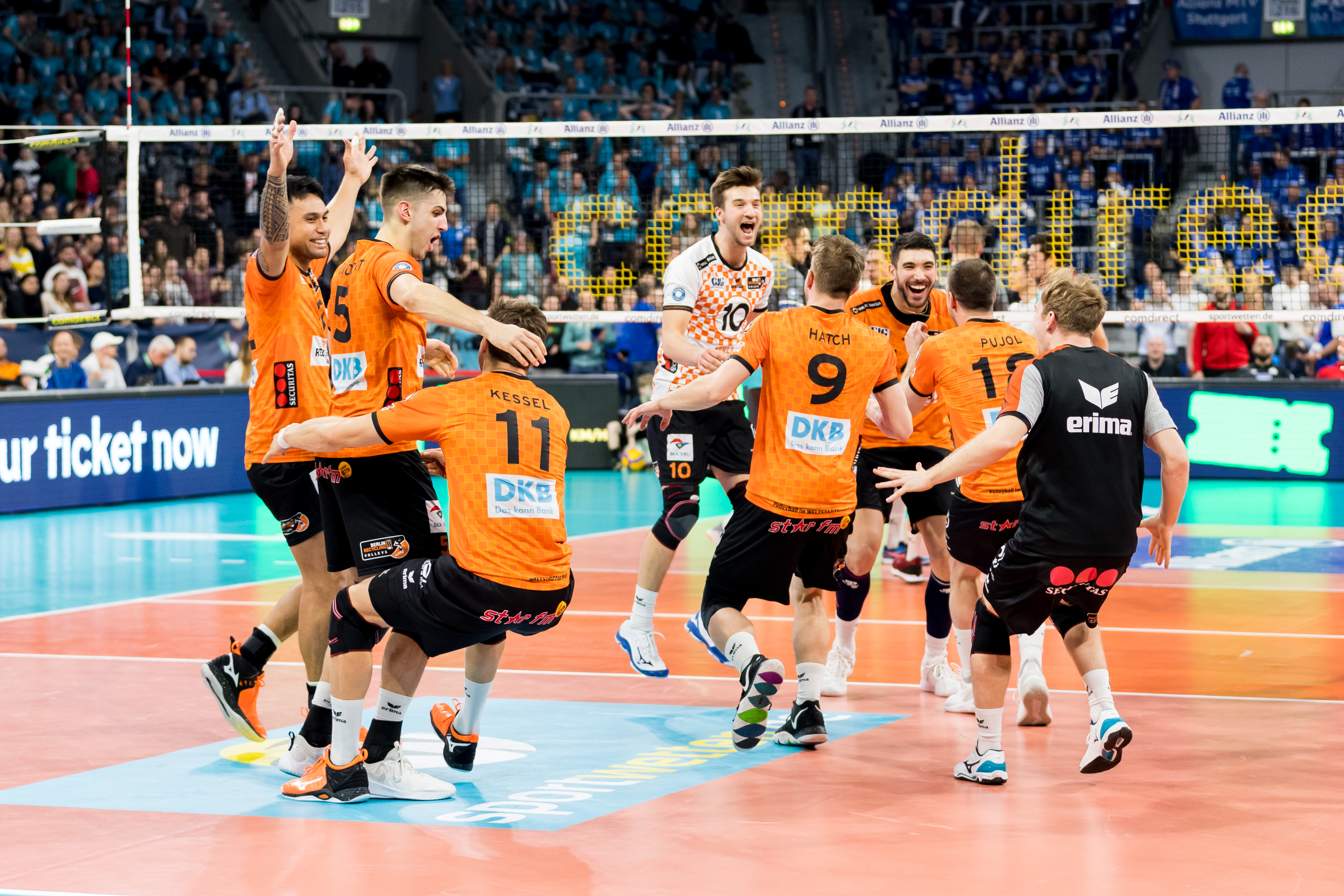

Puchar Niemiec w piłce siatkowej mężczyzn 2019/2020 (niem. DVV-Pokal der Männer 2019/2020) – 48. sezon rozgrywek o siatkarski Puchar Niemiec zorganizowane przez Niemiecki Związek Piłki Siatkowej oraz Volleyball-Bundesliga. Zainaugurowany został 27 października 2019 roku. Brały w nim udział kluby z 1. Bundesligi oraz 2. Bundesligi.
Rozgrywki składały się z rundy kwalifikacyjnej, 1/8 finału, ćwierćfinałów, półfinałów oraz finału. Drużyny grające w 1. Bundeslidze udział w Pucharze Niemiec rozpoczęły od 1/8 finału.
Finał odbył się 16 lutego 2020 roku w SAP Arena w Mannheim. Po raz piąty Puchar Niemiec zdobył klub Berlin Recycling Volleys, który w finale pokonał SWD powervolleys Düren. MVP finału wybrany został Amerykanin Benjamin Patch.

## Drużyny uczestniczące
| 1. Bundesliga drużyn            | 1. Bundesliga drużyn |
| ------------------------------- | -------------------- |
| Berlin Recycling Volleys        | zwycięzca            |
| SWD powervolleys Düren          | finał                |
| VfB Friedrichshafen             | półfinał             |
| WWK Volleys Herrsching          | półfinał             |
| TV Rottenburg                   | ćwierćfinał          |
| United Volleys Frankfurt        | ćwierćfinał          |
| Volleyball Bisons Bühl          | ćwierćfinał          |
| Helios Grizzlys Giesen          | ćwierćfinał          |
| Hypo Tirol Alpenvolleys Haching | 1/8 finału           |
| Netzhoppers KW-Bestensee        | 1/8 finału           |
| SVG Lüneburg                    | 1/8 finału           |
| SVG Lüneburg II                 | 1/8 finału           |
| Heitec Volleys Eltmann          | 1/8 finału           |
| SV Lindow-Gransee               | 1/8 finału           |
| TGM Mainz-Gonsenheim            | 1/8 finału           |
| SSC Karlsruhe                   | 1/8 finału           |
| Blue Volleys Gotha              | runda kwalifikacyjna |
| FCJ Köln                        | runda kwalifikacyjna |
| PSV Neustrelitz                 | runda kwalifikacyjna |
| TV/DJK Hammelburg               | runda kwalifikacyjna |

## Rozgrywki[3]

### Runda kwalifikacyjna
| 27.10.2019 17:00 (UTC+1) | SV Lindow-Gransee    | 3:1 (25:23, 25:17, 13:25, 27:25)        | PSV Neustrelitz    | Dreifelderhalle, Gransee               |
| 27.10.2019 17:00 (UTC+1) | TGM Mainz-Gonsenheim | 3:0 (25:16, 25:23, 25:14)               | Blue Volleys Gotha | Anhalt Arena, Dessau                   |
| 27.10.2019 16:00 (UTC+1) | SVG Lüneburg II      | 3:2 (25:14, 25:22, 23:25, 23:25, 15:12) | FCJ Köln           | Gellersenhalle, Reppenstedt            |
| 27.10.2019 14:00 (UTC+1) | TV/DJK Hammelburg    | 0:3 (19:25, 23:25, 18:25)               | SSC Karlsruhe      | SH Gymnasium Antonianum Vechta, Vechta |

### 1/8 finału
| 02.11.2019 19:30 (UTC+1) | VfB Friedrichshafen             | 3:1 (27:25, 23:25, 25:21, 32:30)       | Heitec Volleys Eltmann   | Zeppelin CAT Halle A1, Friedrichshafen |
| 03.11.2019 16:00 (UTC+1) | Netzhoppers KW-Bestensee        | 0:3 (19:25, 22:25, 19:25)              | Berlin Recycling Volleys | Landkost-Arena, Bestensee              |
| 02.11.2019 18:00 (UTC+1) | SV Lindow-Gransee               | 1:3 (25:23, 16:25, 13:25, 23:25)       | Volleyball Bisons Bühl   | Dreifelderhalle, Gransee               |
| 03.11.2019 16:00 (UTC+1) | TGM Mainz-Gonsenheim            | 0:3 (23:25, 13:25, 18:25)              | WWK Volleys Herrsching   | Anhalt Arena, Dessau                   |
| 02.11.2019 19:00 (UTC+1) | SVG Lüneburg                    | 0:3 (20:25, 20:25, 21:25)              | SWD powervolleys Düren   | CU Arena, Hamburg                      |
| 03.11.2019 16:00 (UTC+1) | SVG Lüneburg II                 | 0:3 (23:25, 23:25, 13:25)              | United Volleys Frankfurt | Gellersenhalle, Reppenstedt            |
| 02.11.2019 18:00 (UTC+1) | Hypo Tirol Alpenvolleys Haching | 2:3 (25:20, 24:26, 25:20, 23:25, 9:15) | TV Rottenburg            | Sportzentrum am Utzweg, Unterhaching   |
| 02.11.2019 19:00 (UTC+1) | SSC Karlsruhe                   | 0:3 (20:25, 25:27, 12:25)              | Helios Grizzlys Giesen   | Europahalle, Karlsruhe                 |

### Ćwierćfinały
| 20.11.2019 20:00 (UTC+1) | VfB Friedrichshafen    | 0:3 (20:25, 21:25, 22:25)        | Berlin Recycling Volleys | Zeppelin CAT Halle A1, Friedrichshafen |
| 20.11.2019 20:00 (UTC+1) | Volleyball Bisons Bühl | 1:3 (14:25, 25:21, 20:25, 24:26) | WWK Volleys Herrsching   | Großsporthalle, Bühl                   |
| 20.11.2019 19:00 (UTC+1) | SWD powervolleys Düren | 3:1 (22:25, 25:20, 25:22, 25:22) | United Volleys Frankfurt | Arena Kreis, Düren                     |
| 20.11.2019 19:30 (UTC+1) | TV Rottenburg          | 3:1 (25:20, 24:26, 25:22, 25:23) | Helios Grizzlys Giesen   | Paul Horn-Arena, Tybinga               |

### Półfinały
| 08.12.2019 15:00 (UTC+1) | Berlin Recycling Volleys | 3:0 (25:17, 25:21, 25:17) | WWK Volleys Herrsching | Max-Schmeling-Halle, Berlin |
| 08.12.2019 14:30 (UTC+1) | SWD powervolleys Düren   | 3:0 (25:16, 25:17, 25:22) | TV Rottenburg          | Arena Kreis, Düren          |

### Finał
| 16.02.2020 13:45 (UTC+1) | SWD powervolleys Düren | 0:3 (12:25, 18:25, 22:25) | Berlin Recycling Volleys | SAP Arena, Mannheim |